# Zygmunt Kiślański
Zygmunt Kiślański (ur. 2 maja 1834 w Warszawie, zm. 16 października 1897 tamże) – polski architekt, budowniczy, publicysta.

## Życiorys
Urodził się 2 maja 1834 w Warszawie w rodzinie Mateusza Seweryna i jego żony Marii Petroneli z domu Brzeskiej, miał dwóch braci – Januarego i przyrodniego brata Mikołaja Fortunata.
Ukończył gimnazjum gubernialne w Warszawie i wstąpił w 1853 na wydział budownictwa w warszawskiej Szkole Sztuk Pięknych. Zdał egzamin w 1857 i uzyskał dyplom budowniczego I klasy. Aplikację odbywał przy Radzie Budowniczej w Komisji Spraw Wewnętrznych i Duchowieństwa i pracował pod kierunkiem Henryka Marconiego. W 1866 otrzymał patent budowniczego III klasy.
W 1864 wraz z Adolfem Schimmelpfenigiem, Edwardem Cichockim, Janem K. Heurichem zdobył pierwszą nagrodę w konkursie na projekt nowego ratusza w Warszawie. W 1865 wraz z J.K.Heurichem zdobył pierwszą nagrodę za projekt ozdobienia wjazdów na most Kierbedzia w Warszawie, a w 1872 wraz z E.Cichockim zdobyli pierwszą nagrodę za projekt teatru ludowego w Warszawie. Projekty te nie zostały zrealizowane.
Zrealizowane projekty: dom przy ulicy Marszałkowskiej i przy Czackiego dla Regelmana, Wierzbowa róg Niecałej dla gen. K. Witkowskiego, budynki dla belgijskiego Towarzystwa Tramwajów przy ul. Solnej 12. Był budowniczym Banku Polskiego. Wniósł duży wkład w budowę kościoła Wszystkich Świętych w Warszawie. Od początku robót był konduktorem budowniczym, później jako pomocnik budowniczego Feliksa Walerego Zygadlewicza. Według jego projektu i wykonania należą ołtarze i chrzcielnica, modele ławek i krat w portykach i przy ołtarzach.
Był również budowniczym kościoła w Ceranowie oraz kaplicy w Aleksandrowie. Publikował wiele artykułów z dziedziny budownictwa, recenzji oraz polemik w "Przeglądzie Technicznym" oraz innych dziennikach warszawskich. Nauczał budownictwa w Szkole Technicznej Świecimskiego.

## Rodzina
W 1873 ożenił się z Teodorą Anną Heurich i mieli dwóch synów, Zygmunta i Jana Tadeusza oraz córkę Leokadię Marię zamężną z Augustem Dehnelem. Zmarł 16 października 1897 w Warszawie i pochowany został na cmentarzu powązkowskim.